# Chili Davis
Charles Theodore "Chili" Davis é um ex-jogador profissional de beisebol jamaicano.

## Carreira
Chili Davis foi campeão da World Series 1999 jogando pelo New York Yankees. Na série de partidas decisiva, sua equipe venceu o Atlanta Braves por 4 jogos a 0.